# Virginia von Poitu
Virginia von Poitu lebte als Schafhirtin im 5. Jahrhundert in der Region um Poitiers in Frankreich. Nähere Lebensumstände liegen im Dunkel der Geschichte. Das Volk verehrte sie über die Jahrhunderte hinweg als Heilige. Der Ort Sainte-Verge im Département Deux-Sèvres erkor sie zu seiner Schutzherrin.
Ihr kirchlicher Gedenktag ist am 7. Januar.
Es gibt Vermutungen, dass sie mit Sigrid von Tonars personengleich sein könnte.

## Nachweise
1. ↑  Ökumenisches Heiligenlexikon

| Personendaten    | Personendaten           |
| ---------------- | ----------------------- |
| NAME             | Virginia von Poitu      |
| KURZBESCHREIBUNG | Schafhirtin und Heilige |
| GEBURTSDATUM     | 5. Jahrhundert          |
| STERBEDATUM      | 5. Jahrhundert          |